# Бехтольсгайм
Бехтольсгайм (нім. Bechtolsheim) — громада в Німеччині, розташована в землі Рейнланд-Пфальц. Входить до складу району Альцай-Вормс. Складова частина об'єднання громад Альцай-Ланд.
Площа — 10,66 км2. Населення становить 1770 ос. (станом на 31 грудня 2020).

## Галерея

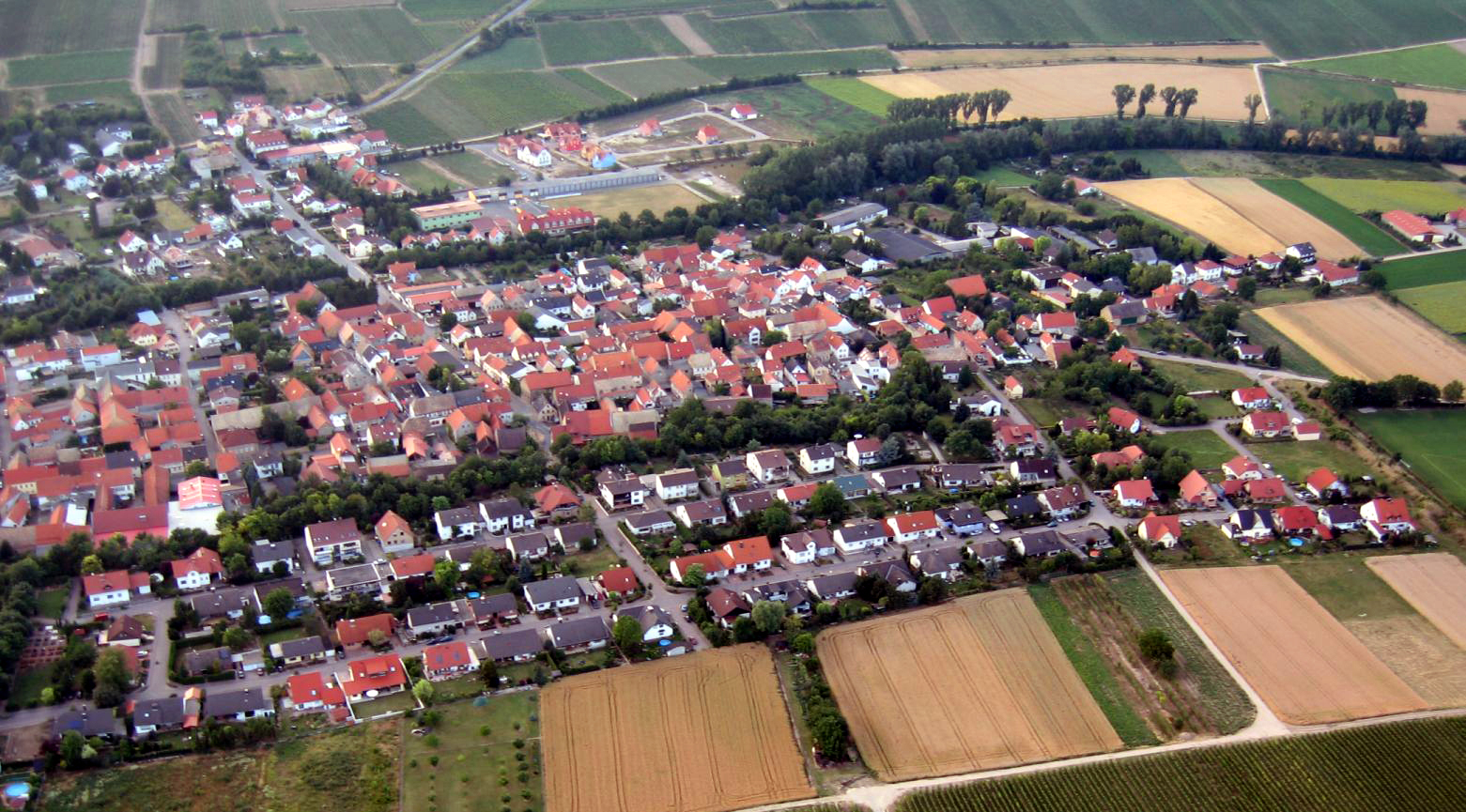
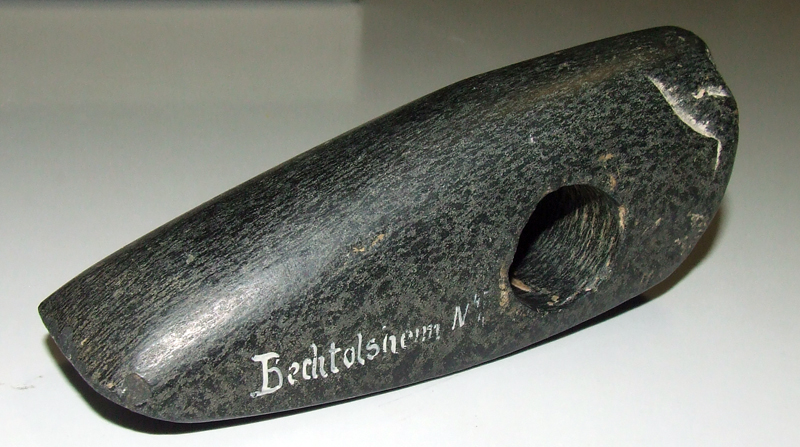
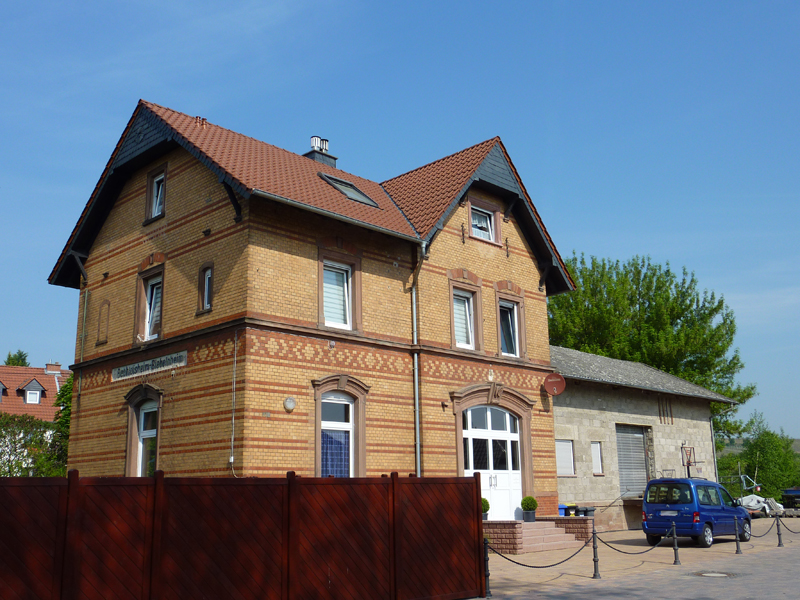